# Pequeno cão russo
A pequeno cão russo[Nota] (em russo:  Русский той-терьер) é uma raça do início do século XX, enquanto um dos cães decorativos mais populares na Rússia. No entanto, entre 1920 e 1950 seu número caiu a um nível crítico. Após estes trinta anos, criadores começaram o renascimento da raça. Praticamente todos os cães que foram utilizados na criação destes novos exemplares não tinham nenhum pedigree e como seu padrão estabelecido ficou bem diferente ao do toy terrier, um dos animais utilizados nos cruzamentos, a evolução da raça no país foi a sua própria maneira, cuja nova geração possui pelagem longa e curta. Seu peso máximo não atinge os 3 kg, mede um limite de 26 cm - o que o coloca como uma das menores raças conhecidas do mundo - e tem o temperamento classificado como amável, inteligente e companheiro da família.